# Korneliusz Pskowsko-Pieczerski

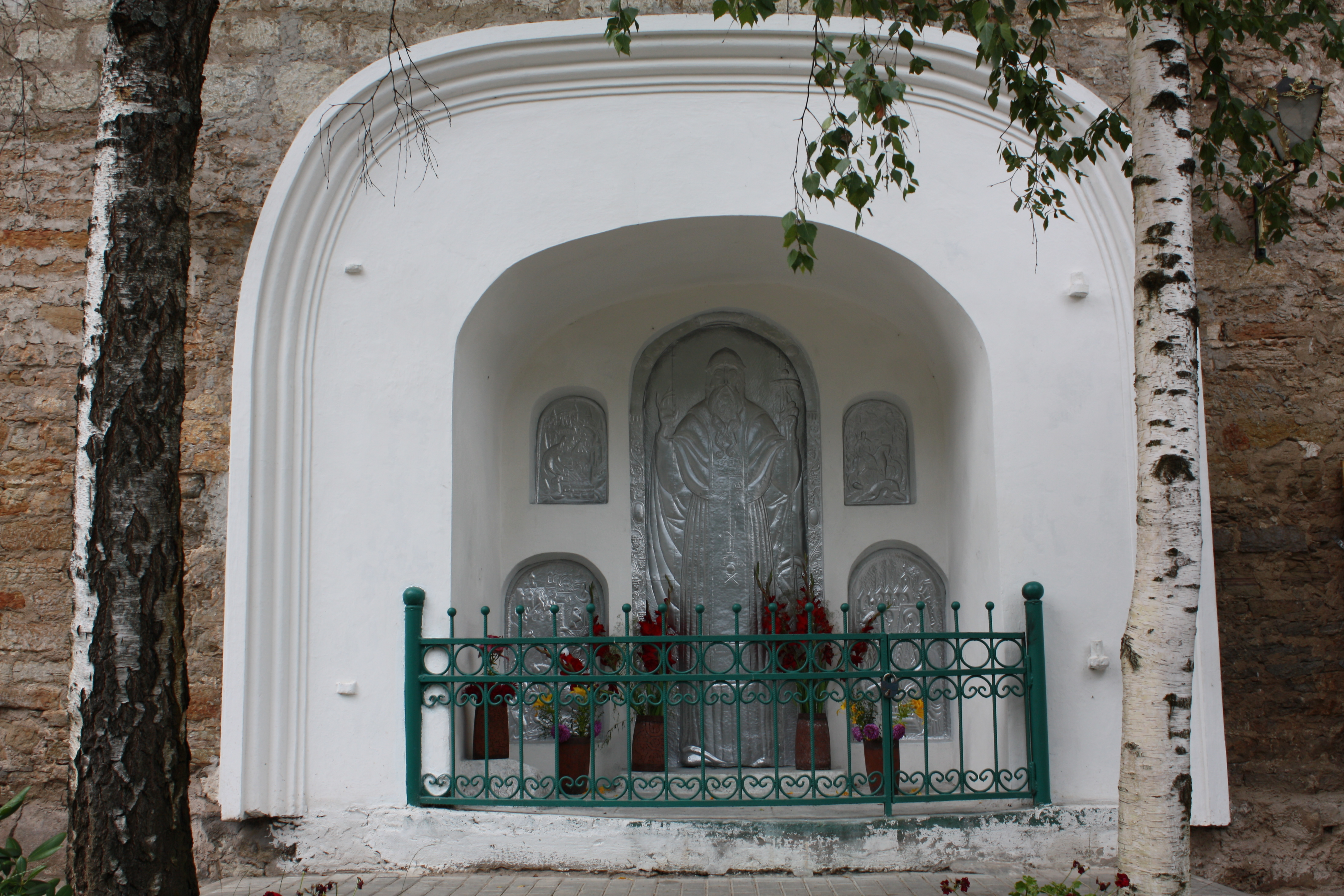
Monaster Pskowsko-Pieczerski – miejsce śmierci św. Korneliusza.

Korneliusz Pskowo-Pieczerski, cs. Prepodobnomuczenik Kornilij Pskowo-Pieczerskij (zm. 1570 w Pskowie) – męczennik chrześcijański i święty mnich Kościoła prawosławnego.

## Hagiografia
Był mnichem w Monasterze Pskowsko-Pieczerskim. W 1529 został igumenem wspólnoty, która szybko zaczęła się rozwijać. Zasadnicza jej część została przeniesiona z wzniesienia do wylotu pieczary. Wybudowano cerkiew Zwiastowania Matki Bożej, a korytarze pieczar poprowadzono dalej w głąb góry. Święty dbał również o rozwój duchowy braci i okolicznych mieszkańców. Ochrzcił wielu z nich i wzniósł dwie świątynie.
Decyzją mnicha wokół całego monasteru zbudowano potężny kamienny mur. Widząc go car Iwan IV Groźny doszedł do wniosku, że za ścianami czai się groźba zdrady. Rozwścieczony wydał rozkaz pozbawienia Korneliusza życia. W 1570 świętego zabito (prawdopodobnie ścięto mieczem), a jego ciało złożono w jednej z monasterskich pieczar. Obecnie jego relikwie znajdują się w rodzimym monasterze u wejścia do pieczar. Do dziś uważany jest za jednego z największych świętych pieczerskich.
Wspomnienie liturgiczne obchodzone jest 20 lutego/5 marca (lub 4 marca w latach przestępnych).

## Ikonografia
W ikonografii święty przedstawiany jest w czarnych szatach mnicha wielkiej schimy. Ma siwą, spiczastą brodę, ręce charakterystycznie rozłożone na boki, prawą błogosławi, w lewej trzyma zwój z testamentem duchowym skierowanym do braci monasteru.